# John Leslie (fisico)
Sir John Leslie (Lower Largo, 18 aprile 1766 – Fife, 3 novembre 1832) è stato un matematico e fisico scozzese noto per la sua ricerca sul calore.
Leslie fornì il primo resoconto moderno di azione capillare nel 1802 e conò l'acqua utilizzando una pompa ad aria nel 1810, ottenendo così la prima produzione artificiale di ghiaccio.
Nel 1804 sperimentò il calore radiante utilizzando un cubo riempito con acqua bollente. Un lato del cubo era composto da un metallo lucidissimo, due di metallo opaco (rame) e un lato verniciato di nero. Egli mostrò che la radiazione era maggiore dal lato nero e trascurabile dal lato lucido. L'apparecchio è noto come cubo di Leslie.

## Primi anni
Leslie, figlio di Robert Leslie, falegname ed ebanista, e di sua moglie Anne Carstairs, nacque a Lower Largo nella contea di Fife dove ricevette la sua prima educazione proseguita poi a Leven. Nel suo tredicesimo anno, incoraggiato da amici che già allora avevano notato la sua attitudine per le scienze matematiche e fisiche, entrò all'Università di St Andrews. Terminato il corso di laurea nel 1784, intraprese studi teologici presso l'Università di Edimburgo, senza conseguirne la laurea.
Tra il 1788 e il 1789 trascorse più di un anno come precettore privato in una famiglia virginiana, e dal 1791 alla fine del 1792 tenne un analogo incarico a Etruria, nello Staffordshire, con la famiglia di Josiah Wedgwood, impiegando il suo tempo libero nella ricerca sperimentale e nella preparazione di una traduzione della Storia naturale degli uccelli di Buffon, che fu pubblicata in nove volumi nel 1793, che gli permise di guadagnare denaro.

## Età adulta

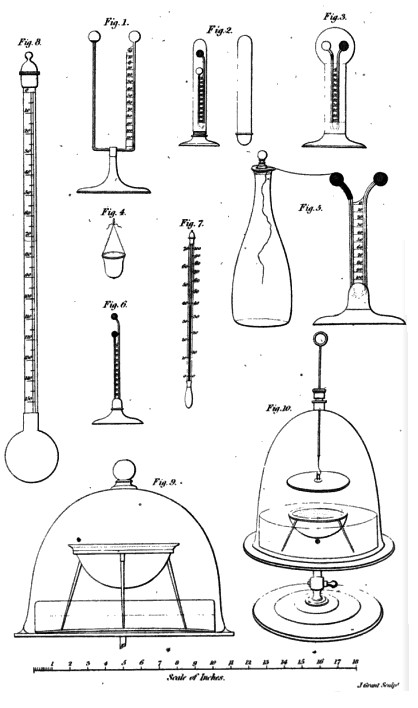
Frontespizio di Un breve resoconto di esperimenti e strumenti, a seconda del rapporto aria-calore e umidità di Leslie 1813

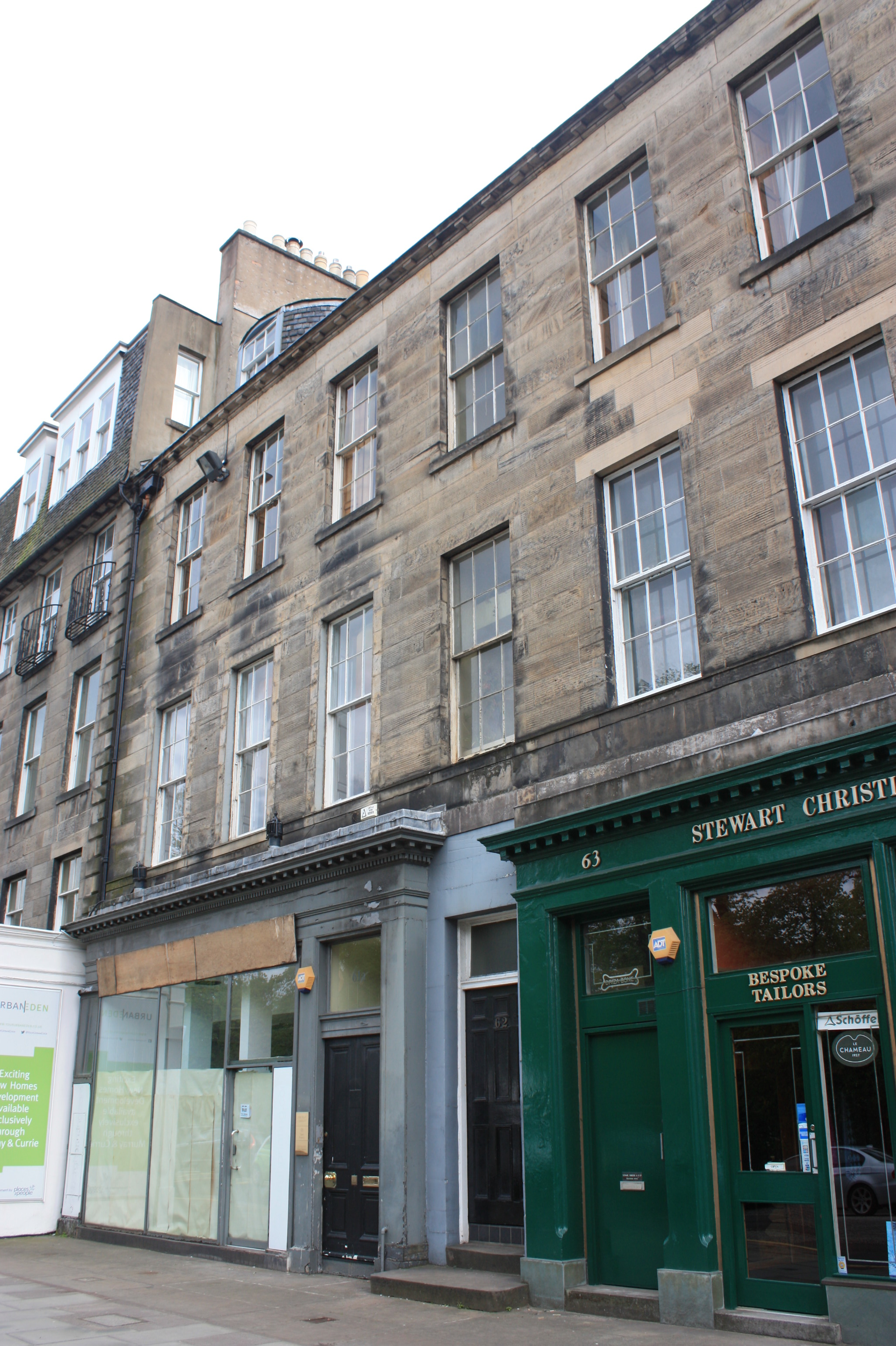
La casa di Leslie al civico 62 di Queen Street, Edimburgo.

Per i dodici anni successivi (trascorsi principalmente a Londra o a Lower Largo, con una visita occasionale nel continente europeo) continuò i suoi studi sulla fisica, che portarono alla pubblicazione (1804) dell'Indagine Sperimentale sulla natura e le proprietà del calore, opera che gli valse la Medaglia Rumford della Royal Society of London, e a numerosi articoli da lui pubblicati sul Philosophical Journal di William Nicholson.
Nel 1805 fu nominato successore di John Playfair nella cattedra di matematica a Edimburgo, nonostante la ferma opposizione da parte di un partito che lo accusava di eresia.
Durante il suo mandato di questa cattedra pubblicò due volumi del Corso di Matematica - il primo, intitolato Elementi di Geometria, Analisi Geometrica e Trigonometria Planetaria, nel 1809, e il secondo, Geometria delle linee di curva, nel 1813; il terzo volume, sulla Geometria Descrittiva e la Teoria dei Solidi non fu mai completato. Per quanto riguarda la sua invenzione (nel 1810) di un processo di formazione artificiale del ghiaccio, egli pubblicò nel 1813 Un breve resoconto di esperimenti e strumenti a seconda delle relazioni tra aria e calore e umidità; e nel 1818  Su alcune impressioni di freddo trasmesso dall'atmosfera superiore, con uno strumento (l'aethrioscope) adatto a misurare, apparve nelle Transactions of the Royal Society of Edinburgh.
Nel 1807 divenne membro della Royal Society di Edimburgo. I suoi sostenitori furono John Playfair, Thomas Charles Hope e George Dunbar.

## Ultimi anni
Quando John Playfair morì nel 1819, Leslie fu promosso alla cattedra a lui più congeniale di filosofia naturale, che tenne fino alla sua morte. Pubblicò un famoso libro sulla tavola di moltiplicazione La filosofia dell'aritmetica nel 1820. Nel 1823 pubblicò, soprattutto per gli studenti della sua classe, il primo volume dei suoi mai completati Elementi di Filosofia Naturale.
I principali contributi di Leslie alla fisica sono stati ottenuti con l'aiuto del termometro differenziale, uno strumento la cui invenzione è stata contestata con il conte Rumford. Adattando a questo strumento vari dispositivi geniali, Leslie fu in grado di utilizzarlo in una grande varietà di indagini, legate soprattutto alla fotometria, all'igroscopia e alla temperatura dello spazio. Nel 1820 fu eletto membro corrispondente dell'Istituto di Francia, unica distinzione del tipo che apprezzò, e all'inizio del 1832 fu nominato cavaliere.
Visse gli ultimi anni al civico 62 di Queen Street, in un grande appartamento in stile georgiano nella New Town di Edimburgo.
Leslie morì di febbre tifoide nel novembre 1832 (durante l'epidemia di quell'anno) a Coates, una piccola proprietà che aveva acquistato vicino a Largo nella contea di Fife, all'età di 66 anni.
Leslie era ateo, non si sposò e non ebbe figli.
Suo nipote era l'ingegnere civile James Leslie, figlio del fratello Alexander Leslie, architetto-costruttore di Largo. Il suo pronipote (figlio di James) era Alexander Leslie.

## Selezione di opere
- Un'inchiesta sperimentale sulla natura e la propagazione del calore (1804)
- Elementi di Geometria, Analisi geometrica e Trigonometria piana (1811 circa)

Seconda edizione (1811)
Analisi geometrische  (1822) "Greatly" ampliato da Johann Philipp Grüson (DE) 
- Un breve resoconto di esperimenti e strumenti, a seconda delle relazioni tra aria e calore e umidità (1813)
- Secondo supplément de la géométrie descrittivo [9] (con Gaspard Monge e Jean Nicolas Pierre Hachette ) (1818) (FR)
- Filosofia dell'aritmetica; Esibire una visione progressiva della teoria e della pratica del calcolo, con una tabella ampliata dei prodotti di numeri inferiori a cento (1817).

Seconda edizione (1820)
- Geometrical Analysis and Geometry of Curve Lines essendo Volume il Secondo di Un Corso di Matematica e concepito come Introduzione allo studio della filosofia naturale [Edinburgh Printed for W and C Tait, Prince's Street e Longman Hurst Rees Orme and Brown, Londra 1821]